# Дебютная книга
Дебютная книга — понятие относится либо к книге шахматных дебютов, либо к базе данных шахматных дебютов, используемых шахматной программой.
Дебютные книги, в которых собраны шахматные дебюты, существенно отличаются от литературы по этой игре. Они описывают множество главных линий, таких как Сицилианская защита, Испанская партия и Ферзевый гамбит, как и многие нестандартные варианты основных ответвлений.
Существует несколько типов дебютных руководств:
1. Руководства, посвященные одному конкретному дебюту.
2. Руководства, содержащие дебютную систему или набор.
3. Руководства, дающие общий дебютный совет и направление.
4. Возможно полные энциклопедические дебютные руководства.
5. DVD, демонстрирующие дебютные руководства.

Дебютная книга также используется как дебютная база данных для компьютерных шахматных программ. Программы значительно усиливаются, используя электронные версии дебютных книг. Такая возможность исключает для программ необходимость расчетов лучших вариантов в течение примерно первых десяти ходов партии, когда позиция значительно открыта и требует большого времени на оценку. В результате компьютеры занимают одно из сильнейших мест, используя минимальные ресурсы для собственного расчета ходов.
Современные шахматные программы проектируются под управление графическим интерфейсом пользователя (GUI), таким как Winboard, ChessBase или Arena через протокол UCI или протокол коммуникации шахматных программ (CECP). В таком случае дебютная книга может часто использоваться в GUI, когда графический интерфейс пользователя при необходимости делает ходы из дебютной книги от имени программы.
Дебютная книга, используемая компьютерами, часто находится в формате неописанного набора документов или PGN. Примеры — формат ChessBase .ctg или Формат Pgn и формат.abk Arena. Одно известное исключение — формат дебютной книги Polyglot, который полностью зарегистрирован и который осуществляется в увеличивающемся числе программ.